# Budějovický měšťanský pivovar
Ne doit pas être confondu avec la bière tchèque Budweiser Budvar, ni avec la bière américaine Bud. Pour plus d'informations, voir Budweiser.
La Budějovický měšťanský pivovar (ou Budweiser Bürgerbräu en allemand) est une brasserie tchèque produisant de la bière (Budweiser Bier) depuis 1795 à České Budějovice (Budweis). La ville faisait alors partie du royaume de Bohême, et l'entreprise fut fondée par des personnes germanophones.

## Histoire

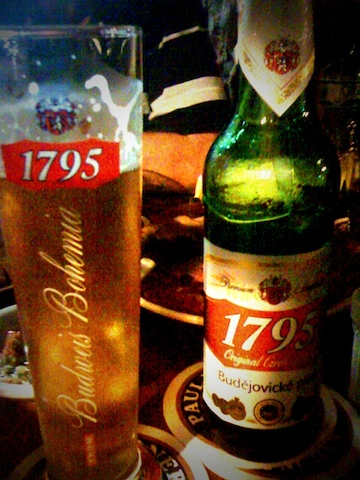
1795 Budweiser Bier.

Depuis la fondation de la ville par le roi Ottokar II de Bohême en 1265, la bière est brassée à Budějovice ; l'empereur Charles IV a confirmé le privilège des citoyens. À partir de 1585, le droit de brassage était un terrain de compétition entre les villes voisines de Budějovice et de Rudolfov (Rudolfstadt).
En 1795, deux brasseries locales se sont associées pour créer l'entreprise commune Budweiser Bürgerbräu. La société a profité de l'ouverture du chemin de fer hippomobile Budweis-Linz-Gmunden entre 1827 et 1836. En 1875 déjà, on exportait les bières en Amerique où l'appellation « Budweiser », similaire à « Pilsner » ou « pils », est très courante. À partir de 1895, Budweiser Bürgerbräu était fournisseur de la cour royale de Wurtemberg.
Il ne faut pas la confondre avec sa concurrente tchèque, la Budweiser Budvar (produite par Budějovický Budvar národní podnik) fondée en 1895, encore moins avec la bière américaine Bud (produite par Anheuser-Busch à Saint-Louis). Ces trois entreprises se disputent le nom Budweiser depuis 1907 (s'opposant dans plus de cent procès), faisant de ce conflit le plus ancien conflit commercial encore irrésolu à ce jour [réf. nécessaire]. En 2012, Anheuser-Busch s'est assuré les droits d'appellation Budweiser Bier.

## Bières
- 1795
- Samson Premium
- Samson Černý
- Samson Výčepní
- Pito
- Dianello